# Autostrada A485 (Niemcy)
Autostrada A485 (niem. Bundesautobahn 485 (BAB 485) także Autobahn 485 (A485)) – autostrada w Niemczech przebiegająca  z północy na południe i łączy autostradę A480 z autostradą A45 stanowiąc jednocześnie wschodnią obwodnicę Gießen w Hesji.